# Поцо Сан Никола (Сасари)
Поцо Сан Никола је насеље у Италији у округу Сасари, региону Сардинија.
Према процени из 2011. у насељу је живело 145 становника. Насеље се налази на надморској висини од 41 м.